# Quai Henri-Pourchasse
Le quai Henri-Pourchasse est un quai de la Seine situé à Ivry-sur-Seine dans le Val-de-Marne. Il suit le parcours de la route départementale 152.

## Situation et accès

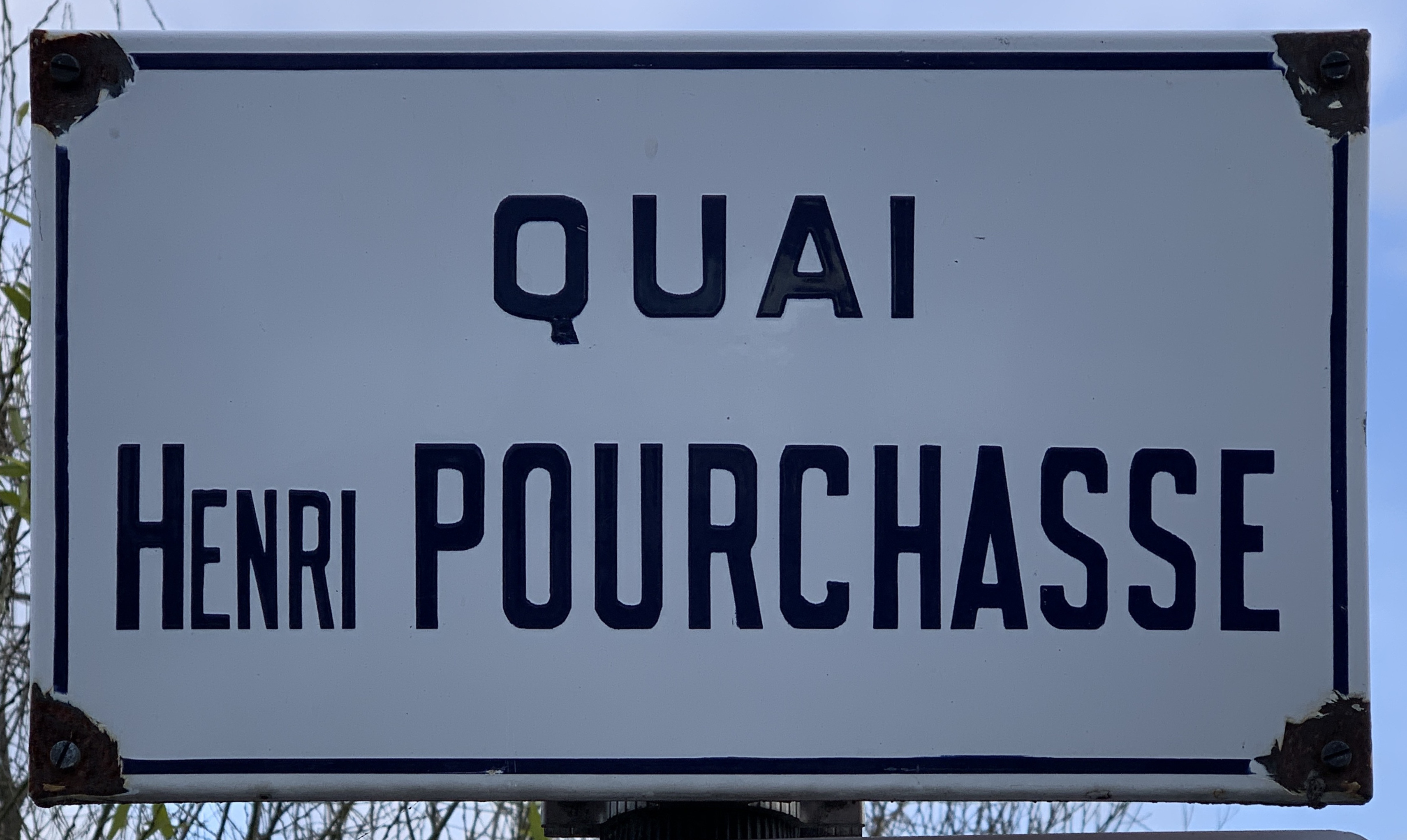
Plaque émaillée du Quai Henri-Pourchasse en janvier 2021.

Orienté du nord au sud, il commence son tracé rue Maurice-Gunsbourg, en contrebas du boulevard du Colonel-Fabien et du pont d'Ivry. Passant la rue Jean-Mazet puis longeant les anciens terrains Total puis l'usine élevatoire, il rencontre le cours de l'Industrie, puis se termine au droit de la rue de la Baignade, à la limite de Vitry-sur-Seine.
Il est longé par une piste cyclable qui fait partie de l'itinéraire de la véloroute EuroVelo 3 « Scandibérique ».

## Origine du nom
Il a été nommé en hommage à Henri Pourchasse, métallurgiste, fusillé comme otage le 22 octobre 1941.

## Historique

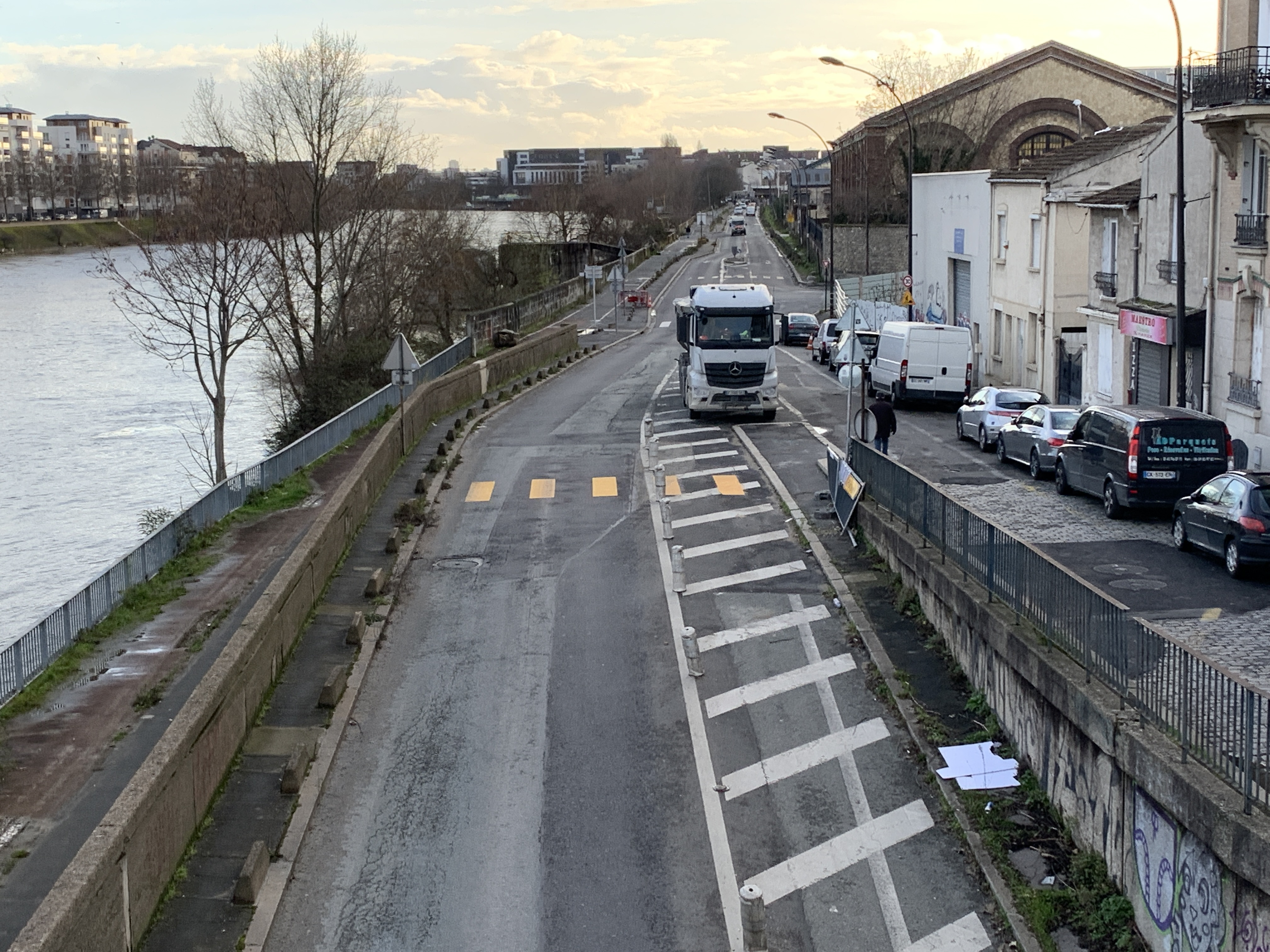
Vue du pont d'Ivry en 2021.

Ce quai fait partie de cette immense méandre de la Marne qui fut industrialisé au XIXe siècle puis converti en autoroute urbaine dans la seconde moitié du XXe siècle et qui, à l'orée des années 2010, redécouvre sa vocation d'accès au fleuve grâce au nouvel essor de déplacements piétonniers et cyclistes.

## Bâtiments remarquables et lieux de mémoire

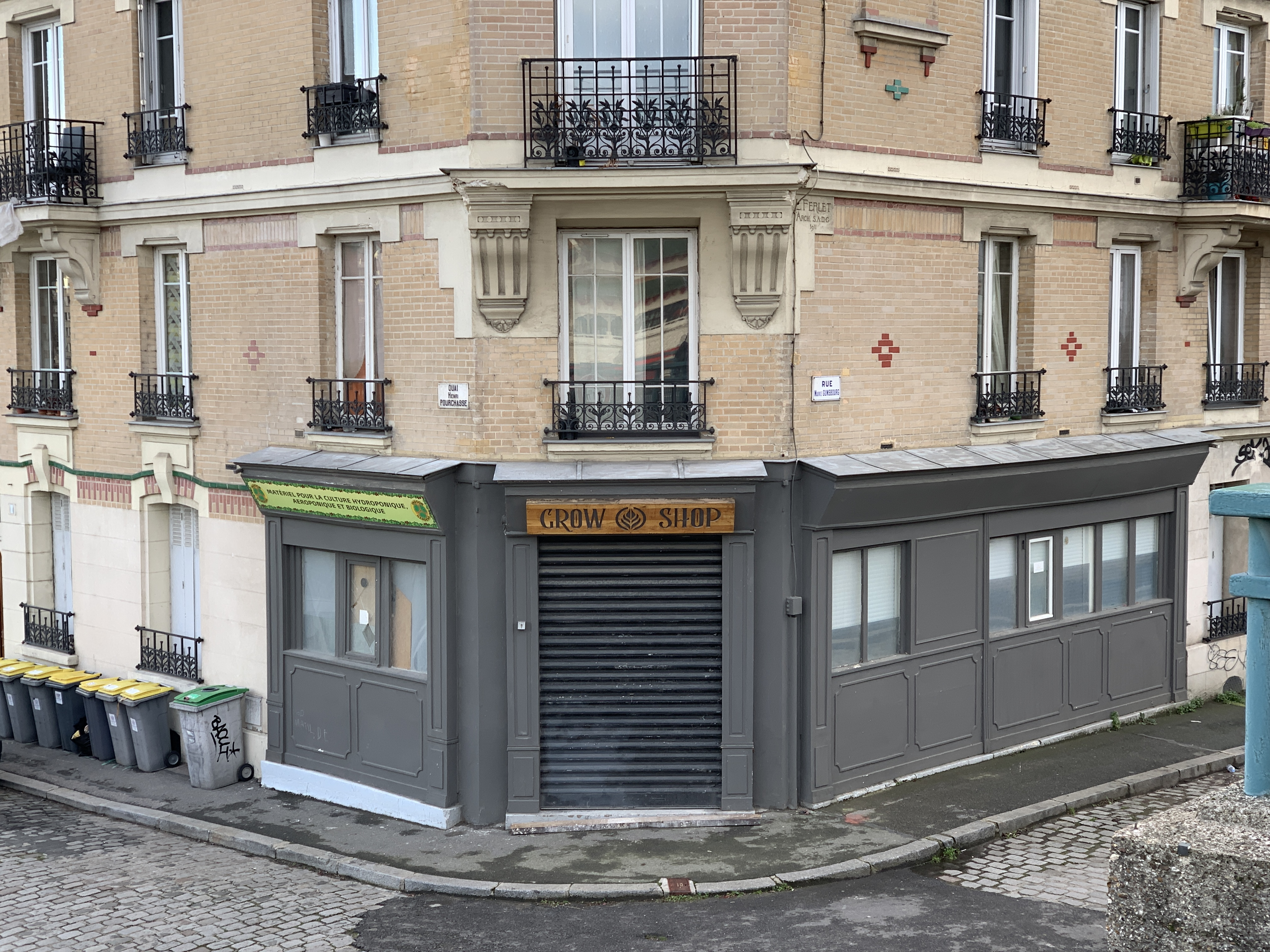
Le 1, quai Henri-Pourchasse.

- L'ancienne usine élévatoire d'Ivry (Établissement élévateur des eaux de la Ville de Paris)[2]. En 2018, son emprise qui appartenait à la ville de Paris, et appelée « Triangle Cours Sud », est cédée à l'aménageur SADEV 94[3].
- Au no 1, un immeuble à logements datant du début du XXe siècle[4],[5].
- Ivry Confluences, projet d'aménagement du quartier Ivry-port.